# Kylie: Live in New York
Kylie: Live in New York er et livealbum af den australske sangerinde Kylie Minogue. Albummet er en optagelse af hendes turne For You, For Me Tour under hendes optræden i New York City, og blev udgivet den 14. december 2009. Albummet indeholder ikke sangen "Better than Today", som ikke var medtaget på grund af hvad der vises på Minogues næste studiealbum Aphrodite.

## Sporliste
1. "Overture" – 1:40
2. "Light Years" – 4:20
3. "Speakerphone" – 4:46
4. "Come into My World" – 3:55
5. "In Your Eyes" – 3:22
6. Everything Taboo Medley: "Shocked"/"What Do I Have to Do"/"Spinning Around" – 9:18
7. "Like a Drug" – 4:49
8. "Boombox"/"Can't Get Blue Monday Out of My Head" – 5:03
9. "Slow" – 6:21
10. "2 Hearts" – 4:18
11. "Red Blooded Woman"/"Where the Wild Roses Grow" – 4:44
12. "Heartbeat Rock" – 2:14
13. "Wow" – 3:01
14. "White Diamond Theme" – 2:09
15. "White Diamond: A Personal Portrait of Kylie Minogue" – 3:11
16. "Confide in Me" – 4:47
17. "I Believe in You" – 3:03
18. "Burning Up"/"Vogue" – 3:20
19. "The Loco-Motion" – 4:56
20. "Kids" – 5:00
21. "In My Arms" – 4:09
22. "Better the Devil You Know" – 4:42
23. "The One" – 4:27
24. "I Should Be So Lucky" – 3:55
25. "Love at First Sight" – 6:40